# Ypthima mopsus
Ypthima mopsus är en fjärilsart som beskrevs av Paul Mabille 1878. Ypthima mopsus ingår i släktet Ypthima och familjen praktfjärilar. Inga underarter finns listade i Catalogue of Life.